# Evgenij Oskarovič Paton
Evgenij Oskarovič Paton (in russo Евгений Оскарович Патон?, in ucraino Євген Оскарович Патон?, Jevhen Oskarovyč Paton; Nizza, 5 marzo 1870 – Kiev, 12 luglio 1953) è stato un ingegnere sovietico, specializzato in saldature e ponti metallici.

## Biografia
Studiò all'Università tecnica di Dresda, conseguendo la laurea nel 1894 e all'Istituto ferroviario di San Pietroburgo, ove si laureò nel 1896. Costruì la stazione ferroviaria di Dresda. Dal 1899 al 1904, insegnò alla Scuola di ingegneria ferroviaria di Mosca. Insegnò anche al Politecnico di Kiev, ove diresse il dipartimento dei ponti dal 1904 al 1938. Nel 1929, organizzò un laboratorio di saldatura e un comitato di saldatura elettrica. Nel 1934 fondò a Kiev l'Istituto di saldatura elettrica dell'Accademia delle Scienze della Repubblica Socialista Sovietica Ucraina (quest'istituto di reputazione mondiale porta ancor oggi il suo nome). Dal 1945 al 1952 fu vicepresidente dell'Accademia delle Scienze della Repubblica Socialista Sovietica Ucraina.
Evgenij Paton fu un pioniere della ricerca sulla saldatura. Per rendere questa tecnologia più affidabile, condusse delle ricerche complete sulla meccanica delle strutture saldate, sulla fisica degli archi elettrici, per sviluppare attrezzature e materiali per la saldatura, nonché nuove tecniche di saldatura. Creò dei metodi di progetto per i ponti metallici, studiò le condizioni della loro messa in opera e suggerì metodi di riparazione per ponti danneggiati. Condusse ricerche sulla resistenza delle struttures saldate e sulla meccanizzazione dei processi di saldatura. Supervisionò lo sviluppo della saldatura ad arco subacquea. Durante la Seconda guerra mondiale, supervisionò il progetto e la produzione della strumentazione necessaria per la saldatura automatica di acciai speciali, di carri armati e di bombe. Evgenij Paton ricevette pressoché tutti i riconoscimenti scientifici del governo sovietico per la sua attività e fu nominato Eroe del Lavoro Socialista.

## Opere

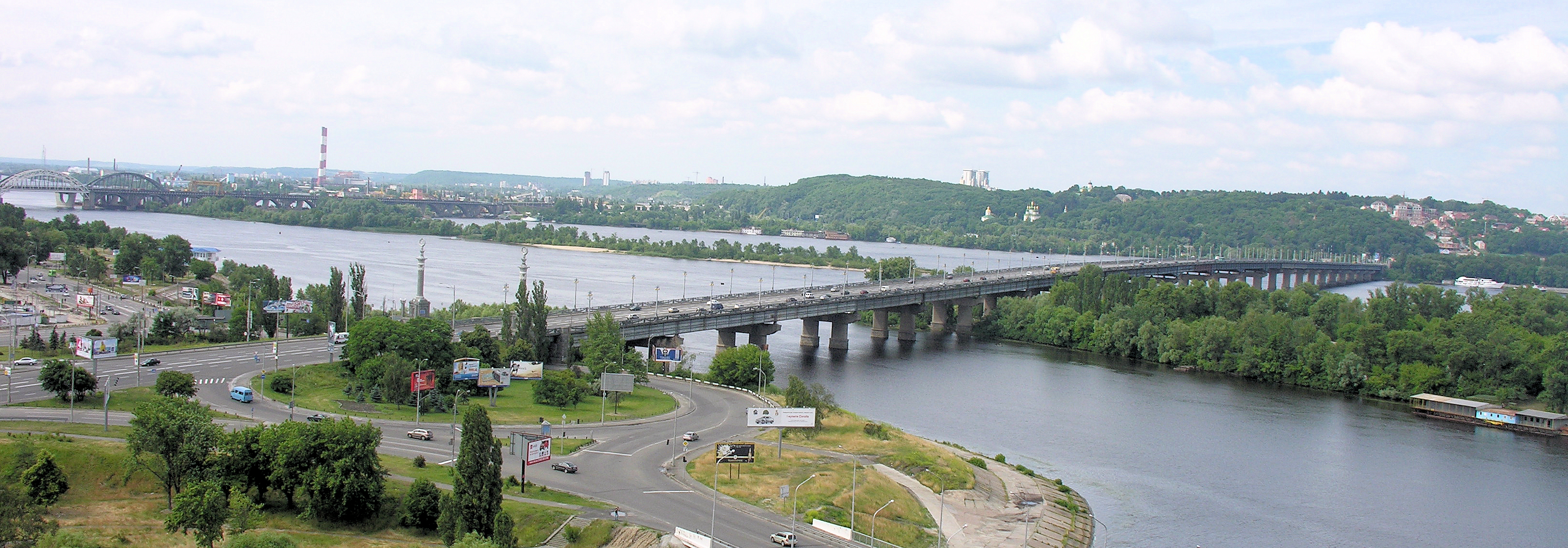
Il ponte Paton a Kiev, costruito nel 1953 sfruttando le tecnologie sviluppate da Evgenij Paton

- Железные мосты ("I ponti in ferro"), 4 voll., Mosca & Kiev, 1902–1907
- Восстановление разрушенных мостов ("Riparazione dei ponti danneggiati"), Kiev, 1918
- Скоростная автоматическая сварка под слоем флюса, 2ª ed., M; L.: Mashgiz, 1941
- Избранные труды ("Opere scelte"), 3 voll., Kiev, Publ. House of AS UdSSR, 1959–1961
- Воспоминания: Лит. запись Ю.Буряковского ("Réeminescenze: note letterarie di Ju. Burjakovskij"), Kiev, Goslitizdat URSS, 1955 -
- Souvenirs, Éditions en Langues étrangères, Mosca, 1958